# Thayer David
Thayer David Hersey (* 4. März 1927 in Medford, Massachusetts; † 17. Juli 1978 in New York City, New York) war ein US-amerikanischer Schauspieler.

## Leben und Karriere
David begann seine Schauspielkarriere beim Theater und übernahm ab Mitte der 1950er-Jahre erste Fernsehrollen. 1957 erfolgte sein Kinodebüt in dem Gangsterfilm So enden sie alle an der Seite von Mickey Rooney. Eine weitere frühe Filmrolle hatte er als bösartiger Graf Saknussem in dem Science-Fiction-Film Die Reise zum Mittelpunkt der Erde (1959). Auch im weiteren Verlauf seiner Karriere wurde David oft auf schurkenhafte, zwielichtige oder düstere Figuren besetzt. In der ersten Hälfte der 1960er-Jahre arbeitete er wieder hauptsächlich als Bühnenschauspieler. 
Einem amerikanischen Fernsehpublikum wurde David insbesondere durch sein Engagement bei der Horror-Seifenoper Dark Shadows, an der er von 1966 bis 1971 mitwirkte. Auch an dem 1970 erschienenen Kinofilm Schloss der Vampire, der auf der Serie basierte, wirkte er mit. 1970 hatte er eine Nebenrolle als Geistlicher in Arthur Penns Spätwestern Little Big Man neben Dustin Hoffman. 1975 sah man David in dem Film Im Auftrag des Drachen, bei dem Clint Eastwood Regie führte und mitspielte. Einen seiner bekanntesten Filmauftritte hatte David im darauffolgenden Jahr in dem Filmklassiker für seine Mitwirkung in dem Film Rocky im Jahr 1976 als Box-Promoter Jergens. Kurz vor seinem Tod drehte er den Fernsehfilm Nero Wolfe ab, in dem er die Hauptrolle des Detektivs Nero Wolfe übernahm. Der Film war erfolgreich, man plante eine Fernsehserie zum Film. Doch bevor sie gedreht werden konnte, starb David, und so übernahm William Conrad die Rolle.
David war von 1970 bis zur Scheidung 1975 mit der Schauspielerin Valerie French verheiratet. Am 17. Juli 1978 starb David im Alter von 51 Jahren an einem Herzinfarkt. Vor Davids Tod hatten er und French geplant, wieder zu heiraten.

## Filmografie (Auswahl)

### Kino
- 1957: So enden sie alle (Baby Face Nelson)
- 1958: Zeit zu leben und Zeit zu sterben (A Time to Love and a Time to Die)
- 1958: Der Seewolf (Wolf Larsen)
- 1959: Die Reise zum Mittelpunkt der Erde (Journey to the Center of the Earth)
- 1960: Das Buch Ruth (The Story of Ruth)
- 1970: Schloß der Vampire (House of Dark Shadows)
- 1970: Little Big Man
- 1971: Das Schloss der verlorenen Seelen (Night of Dark Shadows)
- 1972: Unter Wilden (Savages)
- 1972: Der Spitzel (The Stoolie)
- 1973: Save the Tiger
- 1973: Der Werwolf von Washington (The Werewolf of Washington)
- 1973: Schönen Muttertag – Dein George (Happy Mother’s Day)
- 1975: Im Auftrag des Drachen (The Eiger Sanction)
- 1975: Ins Herz des wilden Westens (Hearts of the West)
- 1975: Die falsche Schwester (Peeper)
- 1976: Wer schluckt schon gern blaue Bohnen? (The Duchess and the Dirtwater Fox)
- 1976: Rocky
- 1977: Das Geld liegt auf der Straße (Fun with Dick and Jane)
- 1978: Hausbesuche (House Calls)

### Fernsehen
- 1956–1959: Camera Three (3 Folgen)
- 1965: The Trials of O’Brien (Folge 1x14)
- 1966–1971: Dark Shadows (225 Folgen)
- 1967: The Crucible (Fernsehfilm)
- 1967, 1969: Verrückter wilder Westen (The Wild Wild West, 2 Folgen)
- 1975: Detektiv Rockford – Anruf genügt (The Rockford Files, Folge 1x18 Rätsel um Jennifer)
- 1975: Der Unsichtbare (The Invisible Man, Fernsehserie, Folge 1x04)
- 1975: Harry O (Folge 2x04)
- 1975: Kojak – Einsatz in Manhattan (Kojak, 2 Folgen)
- 1976: Starsky & Hutch (Fernsehserie, Folge 1x19 Der Omaha Tiger)
- 1976: Columbo: Wenn der Schein trügt (Columbo: Now You See Him…, Fernsehreihe)
- 1976: Die Zwei mit dem Dreh (Switch, Folge 2x02)
- 1976: Der Fall Gary Powers (Francis Gary Powers: The True Story of the U-2 Spy Incident, Fernsehfilm)
- 1976: Drei Engel für Charlie (Charlie’s Angels, Folge 1x05)
- 1976: Hawaii Fünf-Null (Hawaii Five-O, Folge 9x09 Doppelspiel mit Risiko)
- 1977: Roots (Miniserie, 2 Folgen)
- 1977: Der Legendäre Howard Hughes (The Amazing Howard Hughes, Fernsehfilm)
- 1977: Washington: Hinter verschlossenen Türen (Washington: Behind Closed Doors, Miniserie, 4 Folgen)
- 1977: The Amazing Spider-Man (Folge 1x01 Spider-Man – Der Spinnenmensch)
- 1979: Nero Wolfe (Fernsehfilm)